# Hanbō

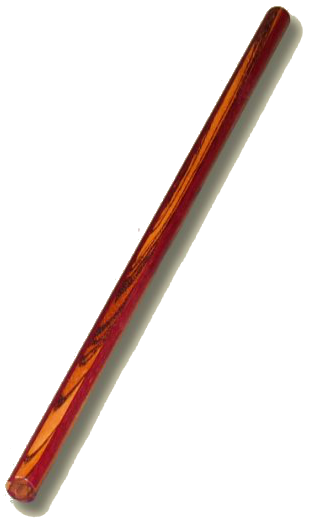
Hanbō

El hanbō (japonés: 半棒 'bastón medio', de han 'medio' y bō 'bastón, palo' ) es un bastón de madera de aproximadamente un metro de longitud (o 90 cm) y 3 cm de diámetro. La medida más correcta sería la altura hasta el hueso de la cadera del usuario, o un metro aproximadamente. Nótese, que todas las armas de madera deben tener en cuenta las dimensiones del practicante.

## Historia
Dentro del arte del sigilo/ espionaje japonés del ninjutsu, las enseñanzas y técnicas de hanbō del estilo Bujinkan del Dr. Hatsumi se basan en su mayor parte, al igual que con el tambo (bastón corto de 35 a 40 cm aproximadamente), en la Kukishinden Ryu (La Escuela de los Nueve Dioses Demonio). Otro nombre del Hanbō es San Sakku Bō, es decir, bastón de tres pies.
El Hambo es asimismo parte del currículo del kobudo japonés y de Okinawa, dentro de la práctica de varias escuelas de esgrima con armas, de lucha o jujutsu, e inclusive se instruye en su uso como complemento al arte del karate, y al aikido, en algunos estilos.

## Utilización
Hanbōjutsu, el arte de manejar el Hanbō, es una disciplina en varias artes marciales, incluida dentro del ninjutsu, la escuela Kukishin Ryu Koryu, y Kukishinden Ryu, una de las nueve escuelas de Bujinkan Budo Taijutsu. Parte de la importancia en el uso de esta longitud es que es aproximadamente la de un bastón.
El Hanbō puede ser utilizado como un medio golpeo agarrado o incluso para lanzarlo contra alguien. Es útil conocerlo porque golpea con velocidad y también se pueden recoger. Masaaki Hatsumi dice que uno que desea ser un espadachín primero debe dominar las técnicas Hanbō, ya que puede ser considerado y utilizado de manera similar a un sable japonés (pero sin el borde cortante). Cuando se utiliza correctamente es capaz de derrotar a una katana, o sable japonés.